# Thomas Zoller
Thomas Zoller (* 30. Juni 1954 in Ludwigshafen am Rhein) ist ein deutscher Musiker (Baritonsaxophon, Bassklarinette, Tubax, Altflöte) des Modern Jazz und Komponist.

## Leben
Zoller studierte nach dem Abitur bis 1976 am Richard-Strauss-Konservatorium in München Klavier; anschließend studierte er bis 1980 Schulmusik an der Hochschule für Musik und Theater München und besuchte Kompositionsworkshops bei Bill Dobbins und Bill Holman. Als Baritonsaxophonist ist er Autodidakt; Auslöser für den Instrumentenwechsel war der Besuch eines Konzertes mit Pepper Adams. Zoller trat zunächst mit Salsabands auf und war Mitglied des Jazz Orchesters von Harald Rüschenbaum. Daneben komponierte er das Musical „Kein Oscar für Casablanca“ (1988). 
1989 bildete er mit Alfred Mehnert und Martin Ruhland das Performance-Trio „Rameaus Neffen“. 1990 gründete er mit Roman Schwaller, Jürgen Seefelder und Evan Tate die „Munich Saxophon Family“, die zwei Alben vorlegte und international auf Tournee war. Von 1992 bis 1995 leitete er zusammen mit Leo Gmelch das Ensemble „Die Konferenz“, die Kabarett-Musik der 1930er Jahre und Chansons von Edith Piaf im Jazzgewand präsentierte. Weiterhin gründete er 1994 das Nonett „Zoll Meets the Masterfranks“ und ein eigenes Quartett sowie die Gruppe „Zollsound“ mit Bill Elgart und Carlo Mombelli. Auch arbeitet er mit Lee Konitz und im Duo mit Frank Möbus. 
Daneben schrieb er kammermusikalische Kompositionen wie „Metamorphosen“ (1991) und „Terra Candida“ (1993). Er bearbeitete Carl Orffs „Der Mond“ für Stimme und Jazzensemble, schrieb einen „Hymnen Zyklus“, den er mit dem Windsbacher Knabenchor und dem Quintett von Thilo Wolf uraufführte, und arrangierte 2004 das Schalke 04-Musical „Nullvier - Keiner kommt an Gott vorbei“.
Von 1994 bis 2008 unterrichtete Zoller am Richard-Strauss-Konservatorium. Seit 2008 ist er als Professor für Komposition/Arrangieren an der Hochschule für Musik Carl Maria von Weber Dresden tätig.
Zoller ist verheiratet und hat eine Tochter. 

## Auszeichnungen und Preise
Zoller erhielt 1987 das Kulturförderpreisstipendium der Stadt München. Er wurde 1993 mit dem Bayerischen Kulturförderpreis ausgezeichnet.